# Signed POP TOUR
『Signed POP TOUR』は、秦基博のライブBlu-ray、DVD。

## 解説
- アルバム『Signed POP』を携えたホールツアー｢HATA MOTOHIRO “Signed POP” TOUR 2013」から、岩手・盛岡セミファイナル公演のライブ映像を収録。
- 初回生産限定盤（Blu-rayのみ）は、特典BD付属。また、ライブ・フォトブック付属+BOX仕様。

## バンドメンバー
- 秦基博：Vocal, Guitar
- 久保田光太郎：Guitar
- 鹿島達也：Bass
- 河村“カースケ”智康：Drums
- 皆川真人：Keyboards

## 収録曲
1. グッバイ・アイザック
2. トラノコ
3. 鱗（うろこ）
4. May
5. 現実は小説より奇なり
6. アイ
7. 虹が消えた日
8. 恋の奴隷
9. 花咲きポプラ
10. エンドロール
11. ひとなつの経験
12. 自画像
13. Girl
14. キミ、メグル、ボク
15. FaFaFa
16. 初恋
17. Dear Mr. Tomorrow
18. 綴る
19. Hello to you -Encore-
20. 言ノ葉 -Encore-
21. 月に向かって打て -Encore-
22. 水無月 -Encore-

## 初回特典収録内容
- Interview
- 「Girl -Signed POP TOUR- shooting ver.」Music Video & Making